# Israel Friedman de Ruzhin
Pour les articles homonymes, voir Friedman.
Israel Friedman de Ruzhin, en hébreu : ישראל פרידמן מרוז'ין, né le 5 octobre 1796 à Pohrebychtche, dans l'Empire russe et mort le 9 octobre 1850 à Sadigura (Sadhora (en)), en Empire d'Autriche, aujourd'hui en Ukraine, également appelé Israel Ruzhin, est un rabbin hassidique de l'Ukraine et de l'Autriche du XIXe siècle. Il est connu sous le nom de Der Heiliger Ruzhiner (en yiddish : דער הייליגער רוזשינער, « Le saint de Ruzhyn (ou Roujyn) »).

## Biographie
Israel Friedman est né le 5 octobre 1796 à Pohrebychtche, près de Kiev, dans l'Empire russe,,,,. Il est le fils du rabbin Shalom Shakhna de Prhobisht (en) et de Chava Chaya Hirsch. Shalom Shakhna de Prhobisht est le fils unique du rabbin Avraham HaMalakh Friedman, connu sous le nom de « Avraham le Malach » («Abraham l'Ange »), le fils du Maggid de Mezeritch. Chava Chaya Hirsch est née vers 1767 en Ukraine et est morte vers 1804.

### Prisonnier du Tsar
En 1838, il est dénoncé comme « rebelle » contre le tsar Nicolas Ier (empereur de Russie) et est emprisonné à Kiev puis à Kamenetz-Podolsk pendant près de deux ans. Temporairement libéré à Shushan-Pourim, en 1840, il réussit à s'échapper. Il s'installe dans la ville de Sadigora, en Autriche, continuant à diriger ses disciples jusqu'à sa mort en 1851.

## Œuvres
- Beit Yisrael[9]